# 日立大阪ヘリオス
日立大阪ヘリオス（ひたちおおさかヘリオス）は、過去に日本リーグに参加していた実業団男子バスケットボールチームである。母体は日立製作所関西支社。
現在、Bリーグに所属するサンロッカーズ渋谷の前身チームの一つである。

## 概略
1956年設立。
しばらく実業団と日本リーグ2部を行ったり来たりしたが、1996年より日本リーグ定着。
1998年日本リーグ1部昇格。
2000年、日立本社ライジングサンとの統合により解散。以降は日立サンロッカーズ（現サンロッカーズ渋谷）として活動している。

## 主な歴代所属選手
- 岡博章
- 石橋晴行
- 村上和之
- カイル・ミリング

日立サンロッカーズへ移籍した選手
- 三谷康隆
- 大江俊之